# 20323 Tomlindstom
A 20323 Tomlindstom (ideiglenes jelöléssel 1998 HC21) a Naprendszer kisbolygóövében található aszteroida. A LINEAR projekt keretében fedezték fel 1998. április 20-án.